# San Martín de Humada
San Martín de Humada es una localidad situada en la provincia de Burgos, comunidad autónoma de Castilla y León (España), comarca de Páramos, ayuntamiento de Humada.

## Datos generales
En 2024, contaba con 21 habitantes, situado 4,5 km al este de la capital del municipio, Humada, en la carretera local que conduce a Fuencalenteja
Wikimapia/Coordenadas: 42°39′21″ N 4°2′9″ O

## Situación administrativa
Entidad Local Menor cuyo alcalde pedáneo es Ignacio Porras Valtierra por partido independiente.

## Zona Turística:Páramos / Sedano y Las Loras
- "Sedano y las Loras"

Municipios: Basconcillos del Tozo, Humada, Los Altos, Rebolledo de la Torre, Sargentes de la Lora, Tubilla del Agua, Úrbel del Castillo, Valle de Sedano y Valle de Valdelucio. 
En el noroeste de la provincia de Burgos se localiza un extenso territorio que semeja un encantado laberinto de roca, agua y verdor. Una apretada y espectacular sucesión de cañones, parameras y loras que definen una personal y contrastada geografía. Una privilegiada región en la que todavía palpita la más pura Naturaleza y en la que el viajero recobrará el ritmo de la más añorada vida tradicional.
- Cuencas Hidrográficas

Entre la comarca de Las Loras y de la Paramera de la Lora esta la divisoria de dos cuencas hidrográficas distintas, la del Duero, (río Urbel) y el (Odra) en el sector de Las Loras, y la del Ebro (río Rudrón) en el de la Paramera.
El río Rudrón, poco después de Basconcillos del Tozo se sumerge en un hundidero (fenómeno kárstico por disolución de la roca caliza) y vuelve a aparecer como nacedero en la cueva del Moro en Barrio Panizares. Posteriormente se encajona en hoces hasta afluir al río Ebro en Valdelateja, donde además se encuentra un manantial de aguas termales que ha dado lugar a un balneario. Poco antes de Valdelateja, en Covanera, está el Pozo Azul, un nacedero en forma de pozo cuyas aguas cristalinas son bellamente azuladas. 
Una encrucijada en la que la historia y la secular actividad humana han dejado una irrepetible y brillante huella. En definitiva, un paraíso para disfrutar del más atractivo turismo rural, viajar en el tiempo por la ruta de los dólmenes, descubrir la legendaria Peña Amaya, sorprenderse con un interesante conjunto de iglesias románicas, saborear varios pueblos con encanto y practicar senderismo, rafting y otros deportes de aventura en los cañones del Ebro y el Rudrón. 
Las tierras de Sedano y Las Loras forman una bien comunicada zona turística de la que basta mencionar su nombre para sumergirse en una sucesión de agradables e irrepetibles sensaciones.

## Humada
TODO el Románico 
- Humada: ermita de Nuestra Señora del Rosario
- Rebolledo de Traspeña: iglesia de San Julián Obispo
- San Martín de Humada: iglesia de San Martín Obispo

## Historia
En su término esta constatada la presencia de dos castros prerromanos (San Martín de Humada I y II) atribuido a los Cántabros
Lugar en la Cuadrilla de Valdelucio en el Partido de Villadiego, uno de los catorce que formaban la Intendencia de Burgos, durante el periodo comprendido entre 1785 y 1833, en el Censo de Floridablanca de 1787, jurisdicción de señorío siendo su titular el duque de Frías, alcalde pedáneo.
Antiguo municipio de Castilla la Vieja en el partido de Villadiego código INE-095046
En el censo de la matrícula catastral contaba con 18 hogares y 54 vecinos.
Entre el censo de 1857 y el anterior, este municipio desaparece porque se integra en el municipio 09175 Humada, entonces denominado Los Ordejones.
Fue natural de San Martín de Humada el sacerdote católico Gilberto Valtierra, responsable de crear cientos de partidas de bautismo falsas para salvar judíos en la Segunda Guerra Mundial.

## Parroquia
- Titular: San Martín Obispo.
- Arciprestazgo: Amaya
- Unidad Pastoral: Humada-Amaya
- Párroco: José Luis Cabria Ortega

## Parajes
Portillo de El Infierno, arroyo de San Martín.